# Peratocytheridea bradyi
Peratocytheridea bradyi is een mosselkreeftjessoort uit de familie van de Cytherideidae. De wetenschappelijke naam van de soort is voor het eerst geldig gepubliceerd in 1938 door Stephenson.